# 마카오반도

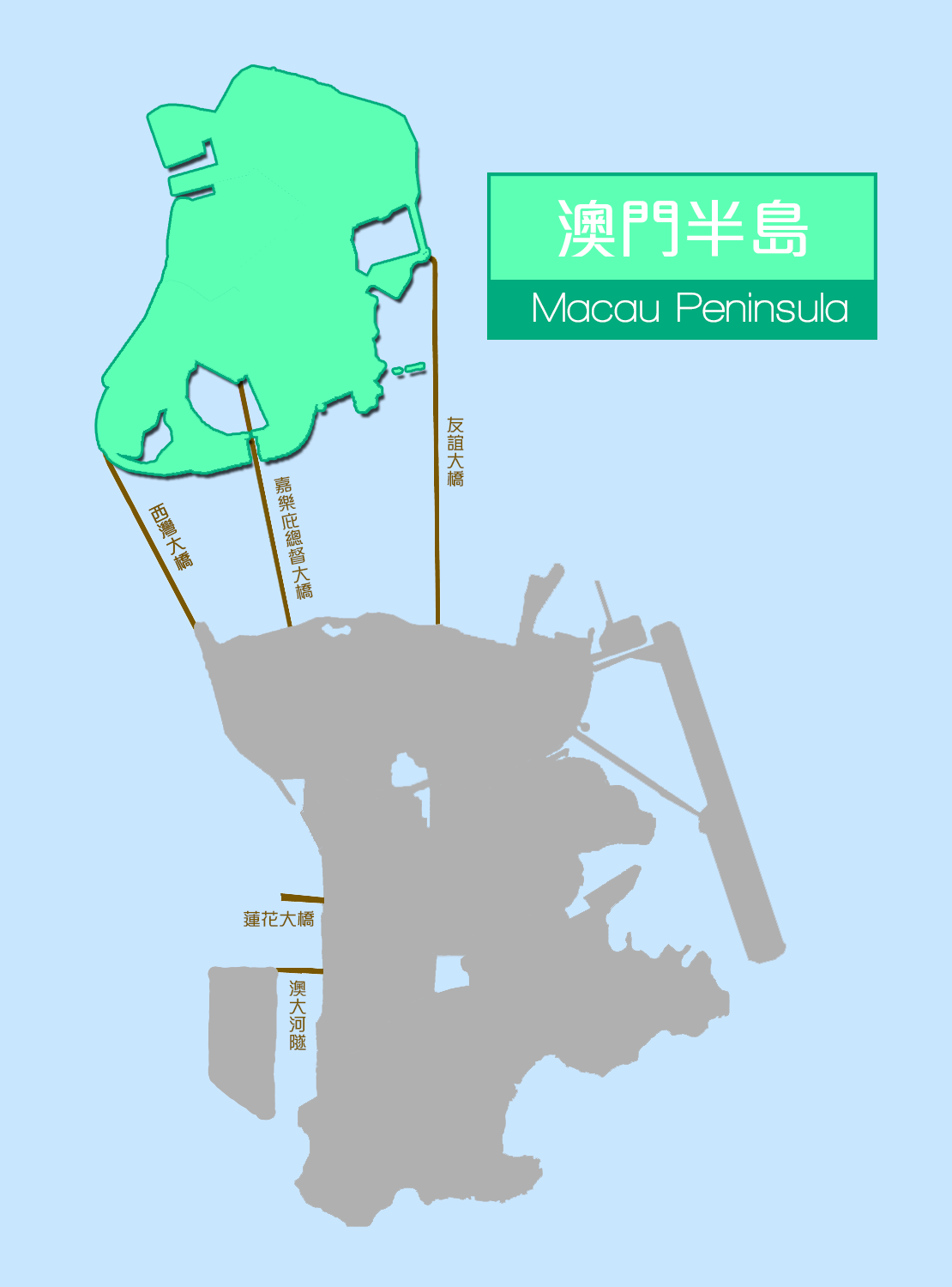

마카오반도(중국어: 澳門半島, 포르투갈어: Península de Macau)는 중화인민공화국의 특별 행정구인 마카오에서 가장 오래된 주요 포르투갈 지구이다.

## 같이 보기
- 콜로아느섬
- 코타이
- 마카오 우의대교
- 카르발류 총독 대교
- 마카오
- 사이방 대교
- 타이파섬